# Roddbåt

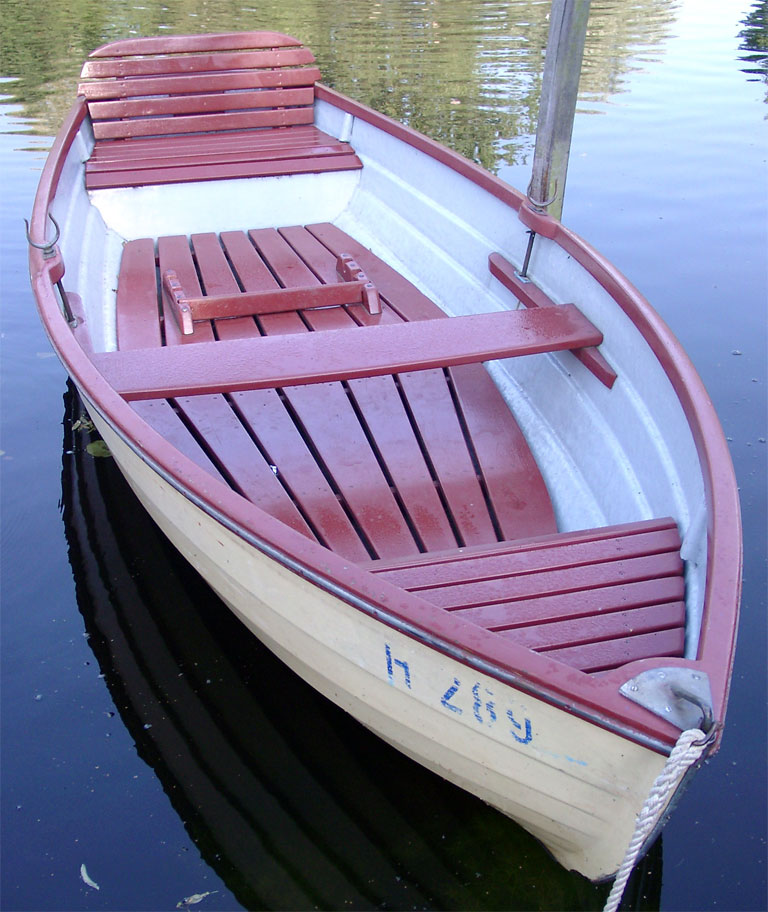
Roddbåt

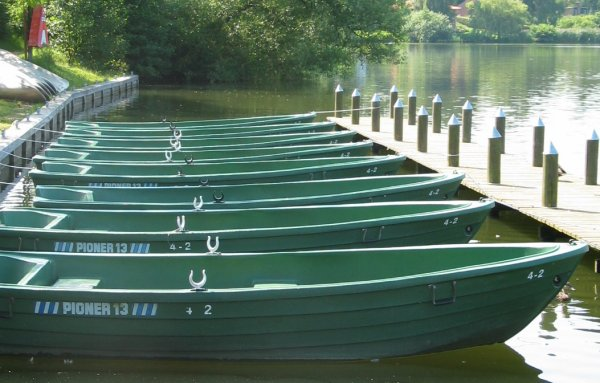
Roddbåtar vid Holte

En roddbåt är en mindre båt som framdrivs med åror på sidorna av farkosten.
Under rodd sitter roddaren vanligtvis på en toft (på en galär "roddarbänk") med ansiktet vänt mot aktern. Sitter två man på varje toft, roende med var sin åra, säges båten ha dubbelrodd; har däremot båten en roddare på toften, säges båten ha enkelrodd. När roddbåtar byggs med en bred akterspegel som är avsedd för utombordsmotor förändras båtens egenskaper; den blir mer tungrodd eftersom bärigheten prioriteras. 
För tävlingsbruk finns extremt långsmala, lätta och snabba farkoster för en, två, fyra eller åtta roddare. I tävlingsrodd sitter roddaren på ett rörligt rullsäte, en slejd (släde), vilken engagerar ben och benmuskler i roddraget.

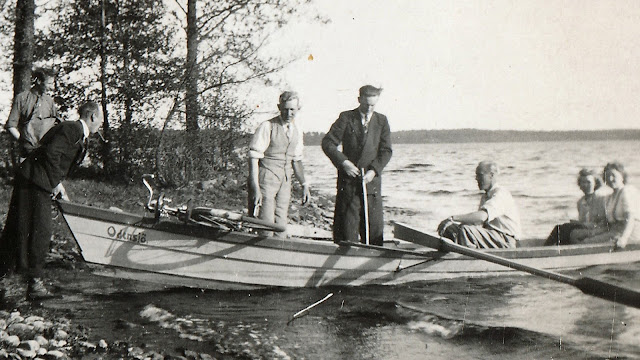
Bolmeneka i Odensjö

## Bildgalleri

Två kvinnor i en roddbåt, tidigt 1900-tal.
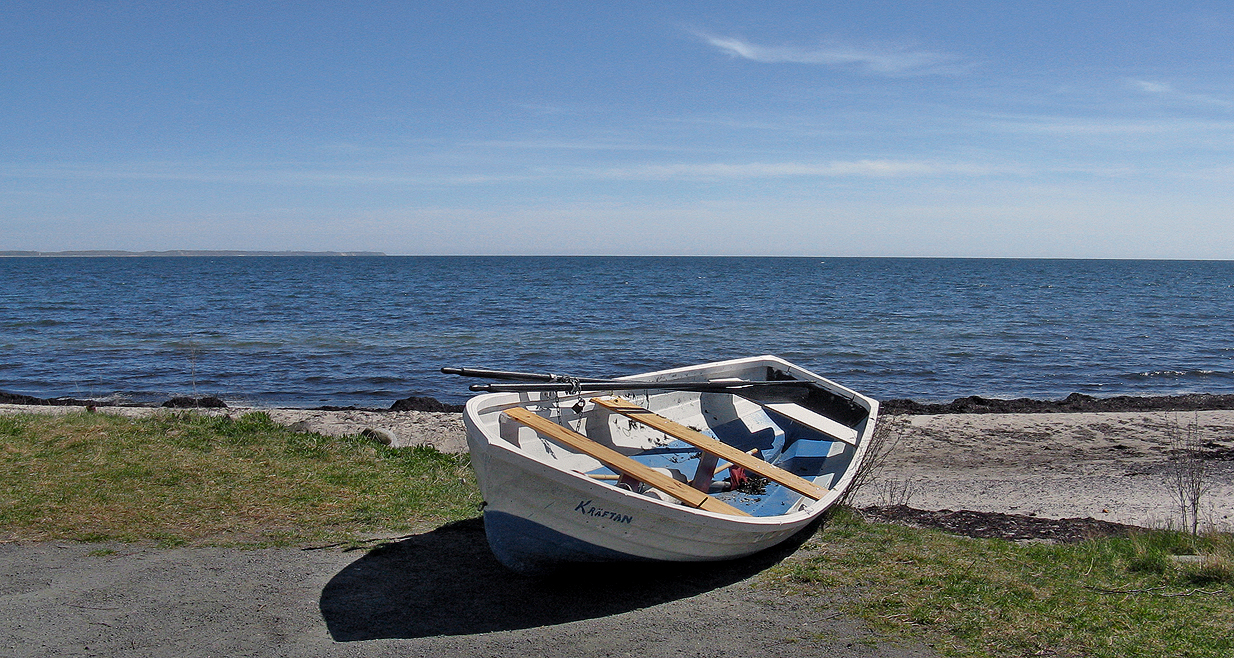
En Roddbåt vid Engelska bryggan i Ystad, med Kåseberga vid horisonten.
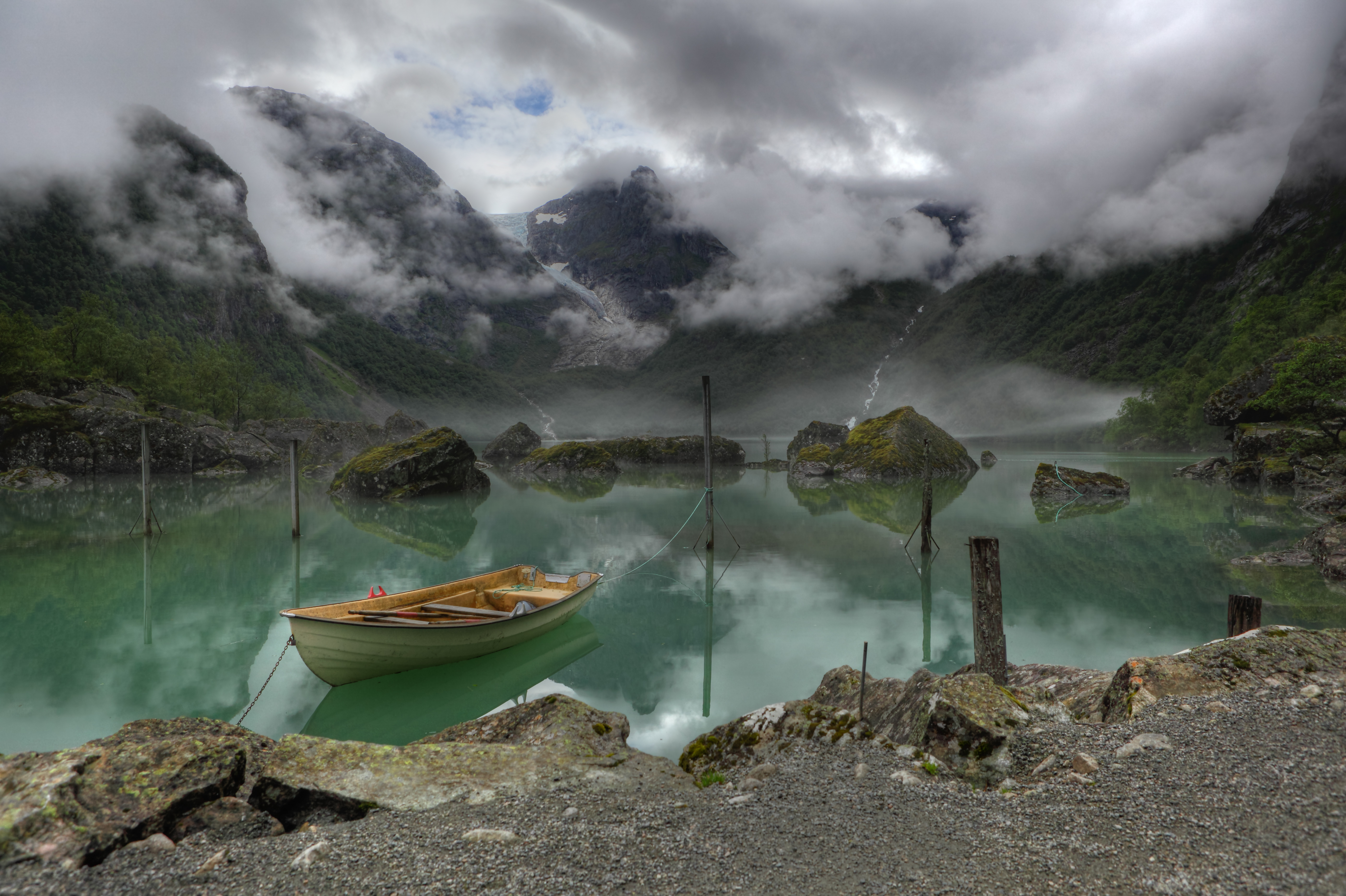
En roddbåt vid Bondhussjön i Norge.
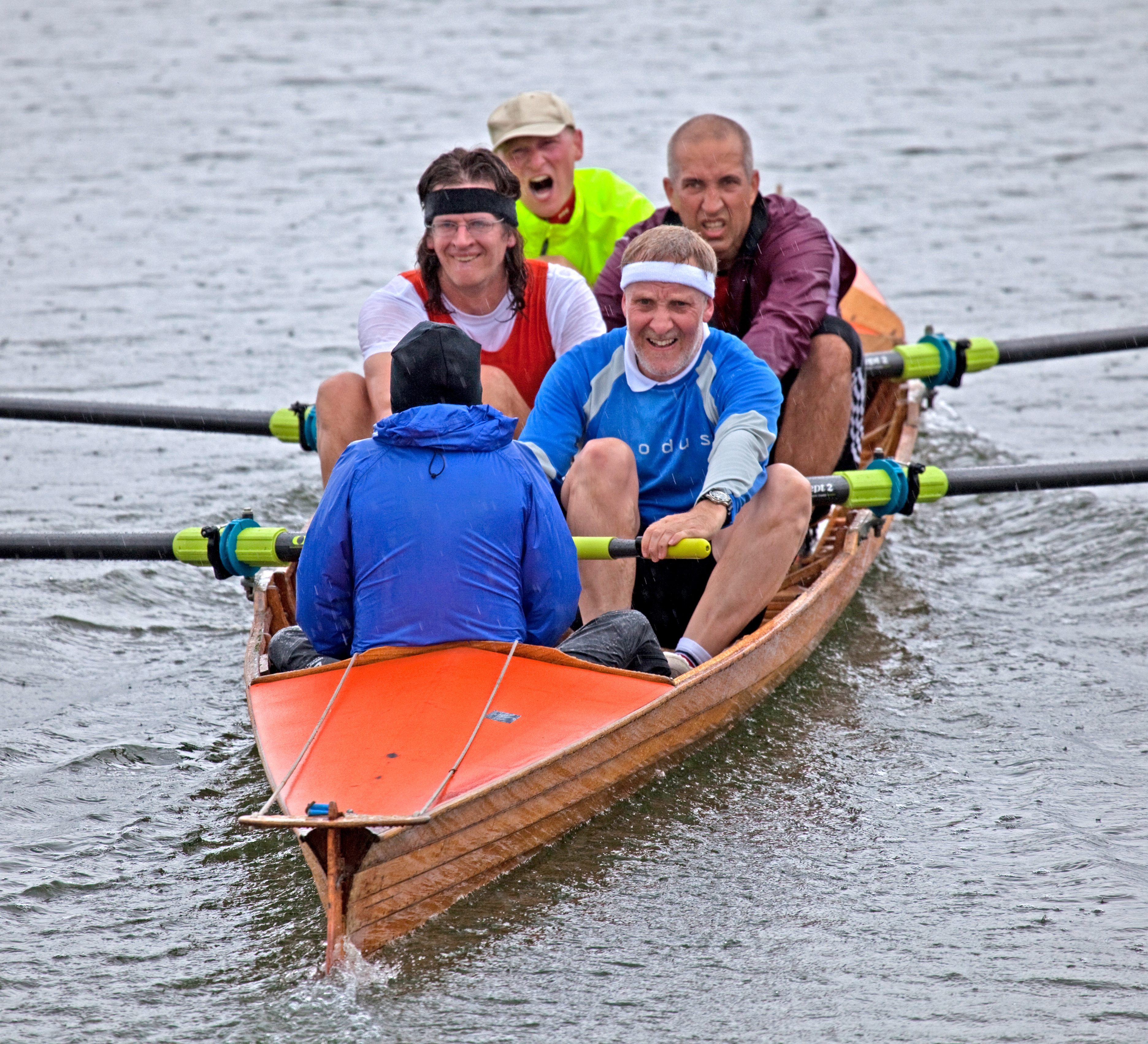
Roddtävling Stockholm-Vaxholm 2009.
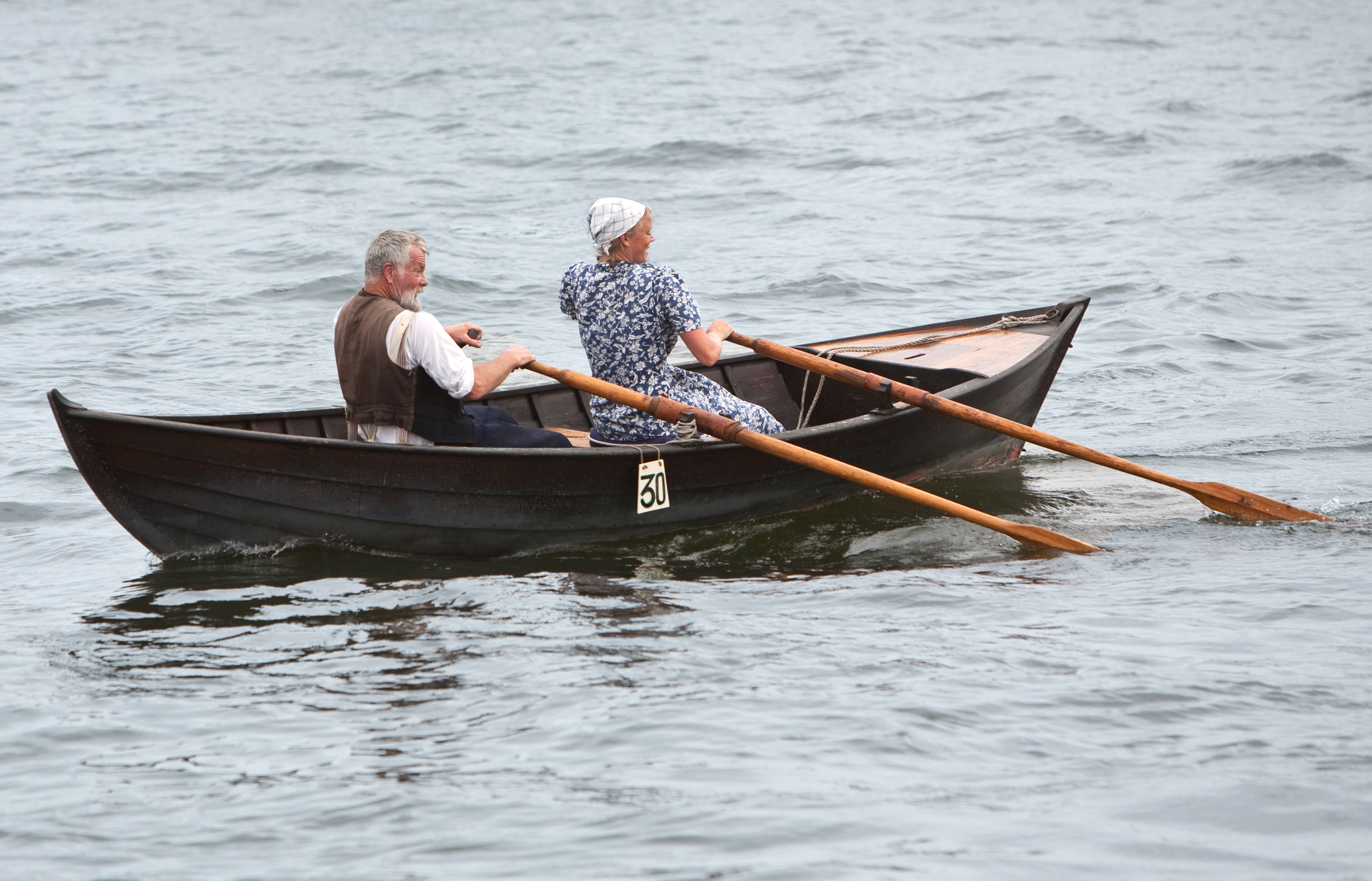
Äldre roddbåt i trä, 2012.
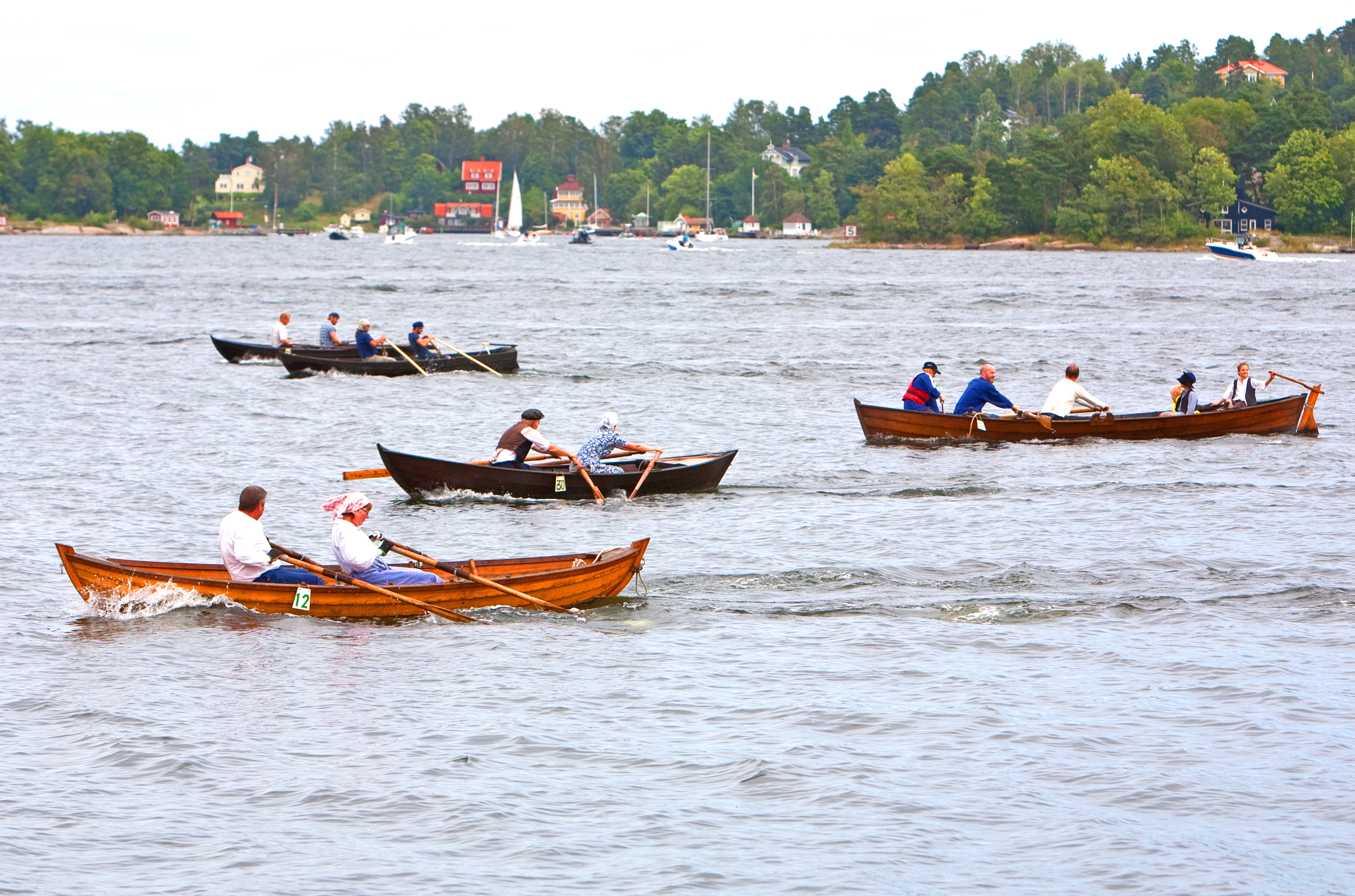
Roddtävling runt Vaxö 2012.
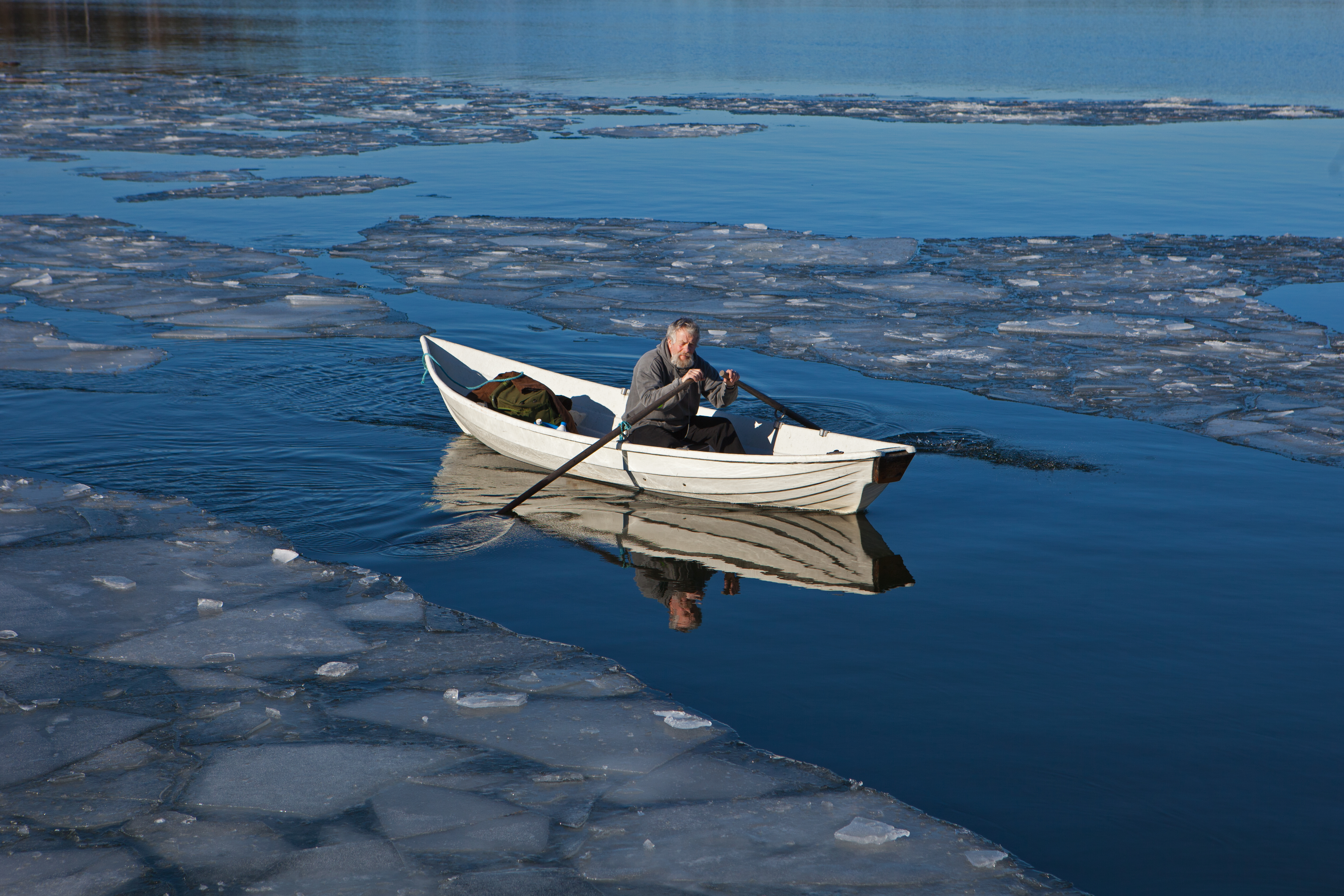
Modern roddbåt 2012.

### Fotnoter
1. ↑  Svenska Akademiens ordbok: Toft